# Мисао (часопис)
Мисао: књижевно-политички часопис је часопис који је почео да излази 1919. године у Београду и излазио до 1937. године.

## Историјат
Први број часописа изашао је новембра 1919. године, а последњи, четвороброј 5–8, (341/344), за март-април 1937. године. Часопис је у уједињеној држави био прва књижевна ревија пре него што је обновљен Српски књижевни гласник. Часопис је имао прилоге из филозофије, политике, историје и природних наука.
Часопис је прво излазио као „књижевно-политички часопис“, затим као „књижевно-социјални часопис“ од књ. 10, св. 1 (1922), „књижевни часопис“ и без поднаслова.
Часопис је имао широк круг сарадника.

### Периодичност излажења
Часопис је излазио два пута месечно. Од књ. 32, св. 1 (1930) излази месечно.

### Нумерисање часописа
Год. 1, књ. 1, св. 1 (1. новембар 1919) - год. 16, књ. 44, св. 8 (1937).

### Изглед листа
Формат часописа је био 23 cм. Од књ. 2 (1920) двострука нумерација свезака; укупна нумерација свезака наведена на хрпту и понекад на насловној страни.

### Место и година издавања
Београд, 1919—1937.

### Штампарија
Часопис је штампан у Земуну у штампарији Јосипа Саба.

## Власници и уредници
- Власници:[4]
  - у почетку је власник Милорад Ст. Јанковић
  - од књ. 12, св. 3 (1923) Никола Распоповић
  - од књ. 14, св. 3 (1924) Сима Пандуровић
  - од књ. 25, св. 3/4 (1927) Смиља Ђаковић
- Уредници:[4]
  - у почетку часопис уређују Велимир Живојиновић и Сима Пандуровић
  - од књ. 8, св. 2 (1922) Ранко Мледеновић
  - од књ. 13, св. 3 (1923) Сима Пандуровић
  - од књ. 23 (1927) Велимир Живојиновић, Живко Милићевић
  - од књ. 25 (1927) Сима Пандуровић
  - од књ. 26 (1928) Живко Милићевић
  - од књ. 29 (1929) Велимир Живојиновић
  - од књ. 44, св. 1/4 (1937) Милан Ђоковић